# Фролов Олександр Миколайович
Олекса́ндр Микола́йович Фроло́в (нар. 25 січня 1960) — радянський футболіст, що грав на позиції захисника та півзахисника. Відомий насамперед виступами за футбольний клуб «Волинь», який на час виступів футболіста мав назву «Торпедо». У складі команди був одним із найкращих гравців оборонного плану у 80-х роках XX століття, та одним із рекордсменів клубу за числом проведених матчів у чемпіонатах СРСР (252 матчі у чемпіонатах СРСР у другій лізі — ділить 14—15 місце серед гвардійців клубу).

## Клубна кар'єра
Олександр Фролов розпочав свою футбольну кар'єру у «Зорі» (Ворошиловград) у 1979 році, але в основному складі команди не закріпився, і виступав виключно за дублюючий склад команди. Наступною командою молодого футболіста став тамбовський «Ревтруд», який виступав у другій союзній лізі. Після нетривалих виступів у тамбовській команді Фролов стає гравцем друголігового клубу з Луцька «Торпедо», у якому футболіст дебютував у 1981 році, і відразу ж став одним із основних гравців команди, відігравши у дебютному сезоні 41 матч за луцький клуб. Саме у цьому клубі він провів більшу частину своєї кар'єри гравця, зіграв у сумі 252 матчі в чемпіонатах СРСР, і за цим показником ділить 14—15 місця серед усіх футболістів «Волині». У Луцьку Олександр Фролов виступав до закінчення сезону 1988 року. Після завершення виступів за футбольні команди майстрів Фролов грав за аматорські клуби Волині «Підшипник» (Луцьк), «Сільмаш» (Ковель) та «Рубіж» (Любомль).

## Після завершення футбольної кар'єри
По завершенню виступів на футбольних полях Олександр Фролов проживає у Луцьку та бере участь у матчах ветеранів футбольного клубу «Волинь».